# Lili Engels
Lili Engels (* 27. Februar 1997 in Hamburg) ist eine deutsche Fernsehmoderatorin und Sportjournalistin.

## Leben
Engels wurde am 27. Februar 1997 in Hamburg geboren und entstammt einer fußballbegeisterten Familie; sie hat einen Bruder. Sie studierte von 2016 bis 2020 Sportwissenschaft und Philosophie an der Christian-Albrechts-Universität zu Kiel. Sie absolvierte im Rahmen des Studiums mehrere Praktika, u. a. beim Sport-Informations-Dienst und dem LANS Medicum Hamburg , und schrieb für die Kieler Nachrichten. Nach dem Studium war sie Praktikantin bei Sport1 in der Redaktion und bei der Sport Bild im Videoteam. Seit September 2023 moderiert sie die Frauen-Bundesliga bei Sport1 sowie das Fußball-Magazin Bolzplatz gemeinsam mit Manu Thiele im ZDF. Seit 2024 ist sie außerdem als Sportredakteurin für das ZDF-Mittagsmagazin tätig.